# Калныньш, Ивар
И́вар Э́дмундович Ка́лныньш (латыш. Ivars Edmunds Kalniņš; род. 1 августа 1948 года, Рига, СССР) — советский и латвийский актёр театра и кино.

## Биография
Родился 1 августа 1948 года в Риге в рабочей семье. Отец работал автомехаником, мать вела домашнее хозяйство. Родители хотели, чтобы сын избрал надёжную профессию, и где-то лет с 14 Ивар начал совмещать учёбу с работой. Освоил слесарное дело, потом ремонт вычислительной техники.
В юности Калныньш играл в нескольких рок-группах, носил длинные волосы и брюки-клёш — «битломания» его не миновала. Играл на танцах в зимней Риге и летней Юрмале. В 1968 году окончил Рижскую 8-ю вечернюю среднюю школу им. Я. Райниса и, решив связать свою жизнь с искусством, поступил на театральный факультет Латвийской государственной консерватории им. Я. Витола, которую успешно окончил в 1974 году.
С 1972 по 2000 годы — актёр Художественного академического театра им. Я. Райниса (Театр Дайлес).
Уже с первого курса его стали приглашать сниматься в кино. Он снялся в спортивной драме «Право на прыжок», мелодраме «Илга-Иволга», детском фильме «Верный друг Санчо» и других. Дорогу к славе Ивару Калныньшу открыла Вия Артмане, предложив сняться в фильме «Театр» по роману Сомерсета Моэма. Картина вышла на экраны в 1978 году. Роль Тома Феннела, юного любовника стареющей примадонны, в один миг сделала Ивара Калныньша знаменитым на всю страну.
В настоящее время играет в Латвии в двух рижских театрах: Малом и Новом, также занят в антрепризах и активно сотрудничает с телевидением.
Ивар также записал несколько музыкальных альбомов.
Избирался депутатом шестого сейма Латвии от Демократической партии «Саймниекс».
В 2022 году выступил с критикой и осуждением вторжения России на Украину.

## Семья
Ивар в первый раз женился в 1971 году. С первой женой Илгой они прожили двадцать лет. От брака с Илгой у актёра дочери — Уна и Элена. Несколько лет назад Ивар Калныньш стал дедушкой — Уна родила сына Валта.
Вторая жена Калныньша актриса Аурелия Анужите моложе Ивара на 24 года. С ней Ивар познакомился в 1992 году на съёмках фильма «Тайны семьи де Граншан». В 1994 году у них родился сын Микас.
В начале 2000-х актёр женился в третий раз — на юристе Лауре Магазниеце (теперь Калниня), которая моложе его на 30 лет. В браке родились дочери Луиза Дарта и Вивьен Анна.

## Телевидение
Участвовал в шоу «Слабое звено».
Участвовал в реалити-шоу «Последний герой-3», показ которого состоялся в 2003 году на «Первом канале». В шоу был введён «джокером» на 25-й день игры, но проект пришлось покинуть в результате интриг других участников — В. Преснякова, Е. Перовой и О. Орловой.
С 2002 по 2010 и в 2018 году снимался в рекламе кофе «Grand».
В 2006 году в паре с Майей Усовой принял участие в проекте телеканала «Россия-1» «Танцы на льду». После первого конкурсного показа покинул проект из-за травмы.

## Творчество

### Театр

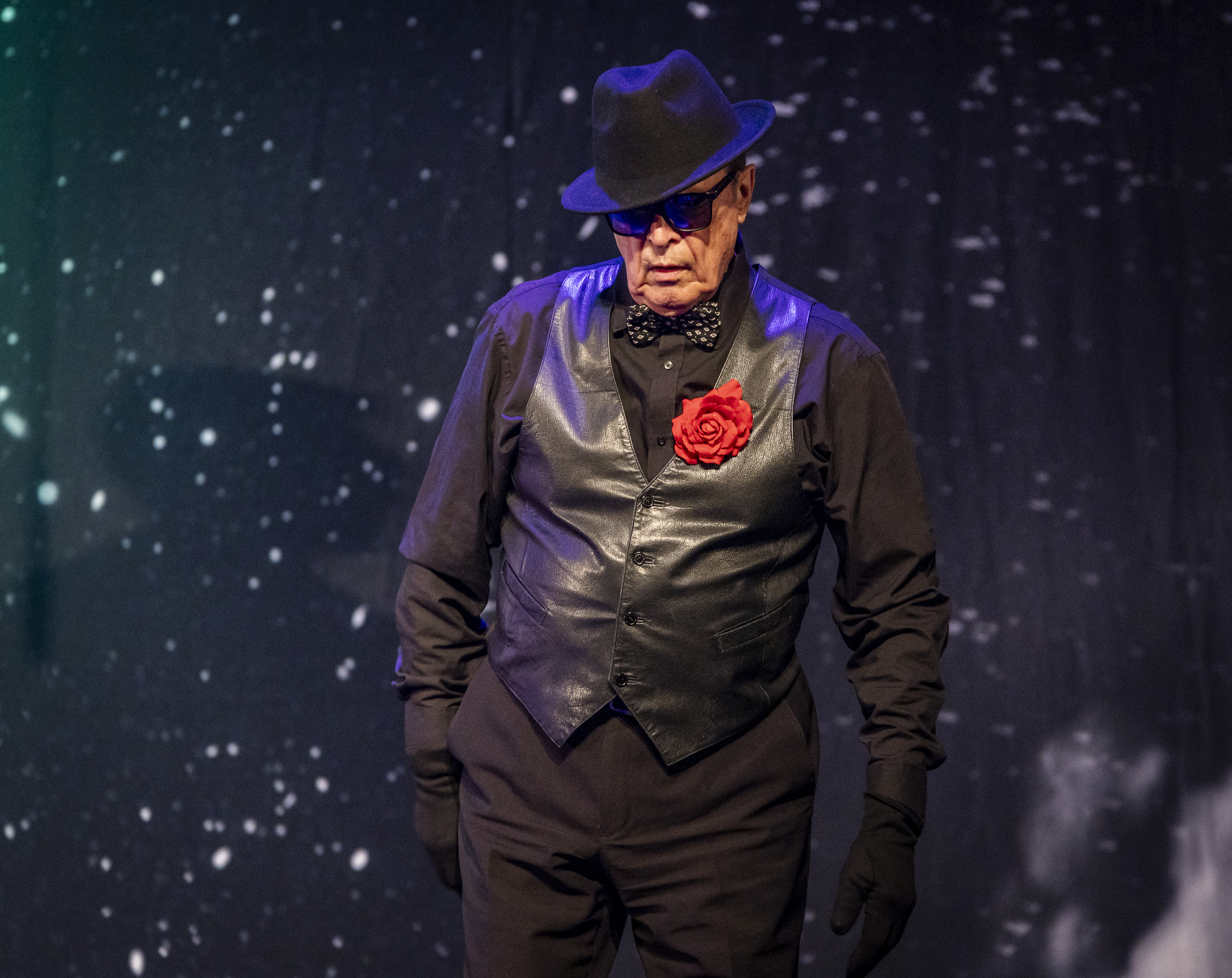
Ивар Калныныш в роли Коровьева в постановке «Мастер и Маргарита». Израиль, 2024 год

- 1974 — «Орфей» Леонида Жуховицкого — Ричард Тишков
- 1974 — «Дуэнья» Ричарда Шеридана — Дон Антоньо
- 1974 — «Последний барьер» Андрея Дрипе — Зументс
- 1976 — «Протокол одного заседания» Александра Гельмана — Василий Потапов
- 1976 — «Чайка» А. П. Чехова — Треплев
- 1979 — «Миндовг» Я. Марцинкевича — Миндовг
- 1987 — «Индулис и Ария» Райниса — Индулис
- 1988 — «Женитьба Мюнхгаузена» М. Зиверта — Мюнхгаузен
- 1990 — «Умная ложь» Сэма Шеппарда — Майкл
- 1993 — «Танцы на празднике Луга» Брайена Фрила — Джерри
- 1995 — «Дикие лебеди» Раймонда Паулса и Мары Залите — Министр
- 1995 — «Сид» Жана Расина — Дон Фернандо
- 1996 — «Много шума из ничего» Уильяма Шекспира — Бенедикт
- 1996 — «Зара Леандр» Г. Графстрёма — Карл Герхард

### Фильмография
- 1972 — Илга-Иволга — Юрис
- 1972 — Петерс — Паул Кирсис
- 1972 — Право на прыжок — спортсмен Валентин Гришанов
- 1974 — Верный друг Санчо — сеньор Родригес, отец Санчо
- 1974 — Яблоко в реке — Янис (озвучивание — Борис Аракелов)
- 1974 — Приморский климат / Piejūras klimats — Эрик
- 1975 — Поговори со мной — отец Гунтиса
- 1976 — Под опрокинутым месяцем — Юрис
- 1977 — Красные дипкурьеры — налётчик (также озвучивание Игоря Старыгина в роли Яниса Ауриня)
- 1977 — Подарки по телефону — грузчик Салмс, любовник дочери убитого машиниста
- 1978 — Мужские игры на свежем воздухе — ассистент
- 1978 — Театр — Том Феннел, юный любовник стареющей примадонны
- 1979 — Маленькие трагедии — Фауст / дон Карлос (озвучивание — Сергей Малишевский)
- 1979 — Инспектор Гулл — Джералд Крофт
- 1979 — Незаконченный ужин — Матс Линдер
- 1980 — Личной безопасности не гарантирую… — Андрей Бологов (озвучивание — Сергей Малишевский)
- 1980 — Ранняя ржавчина — Итало
- 1980 — Не стреляйте в белых лебедей — Юрий Петрович Чувалов (озвучивание — Родион Нахапетов)
- 1980 — Миллионы Ферфакса — Поль Ферфакс, брат сэра Ферфакса
- 1981 — Сильва — Эдвин Веллергейм (вокальную партию исполняет Алексей Стеблянко)
- 1981 — Помнить или забыть — Краузе
- 1981 — Белый танец — Игнат
- 1982 — Душа — Карл
- 1982 — Случай в квадрате 36-80 — Ален
- 1983 — Двое под одним зонтом — Дан
- 1983 — Тайна виллы «Грета» — Ян Плинто
- 1984 — Европейская история — диктор телеканала SBS
- 1984 — ТАСС уполномочен заявить — Минаев, офицер КГБ в Луисбурге (озвучил Сергей Малишевский)
- 1984 — Капитан Фракасс — герцог де Валломбрез (озвучил Александр Кайдановский)
- 1984 — Идущий следом — Валентин
- 1984 — Парашютисты — Дитер
- 1985 — Зимняя вишня — Герберт
- 1985 — Искушение Дон-Жуана — Командор / Дон Жуан
- 1985 — Малиновое вино — Алберт
- 1986 — Крик дельфина — Рейфлинт
- 1987 — Фотография с женщиной и диким кабаном — Зигурдс Жиракс
- 1987 — Избранник судьбы — поручик
- 1988 — Мель — Краминьш
- 1989 — Вход в лабиринт — Панафидин
- 1990 — Взбесившийся автобус — Валентин Орлов
- 1991 — Седая легенда — пан Алехно Кизгайло
- 1992 — Тайны семьи де Граншан — Фердинанд
- 1992 — Цена головы — Уильям Кросби
- 1992 — Шоу для одинокого мужчины — Ивар
- 1992 — Тайна виллы — Евгений Робертович Молотков
- 1992 — Рэкет — Сергей Гридасов
- 1992 — Разыскивается опасный преступник — Черных
- 1993 — Неизвестный — полковник Суворов
- 1993 — Ночь вопросов — Юрий Клименко
- 1996 — Рижские каникулы — мафиозо
- 1997 — Жернова судьбы — главная роль
- 1999 — С новым счастьем! — Владимир Тоболицкий
- 2000 — Билет до Риги — главная роль
- 2000 — Европа-Азия экспресс — Обозов
- 2000 — Салон красоты — дон Антонио
- 2000 — Мистерия старой управы — Хуго
- 2001 — Парижский антиквар — Гутманис
- 2001 — С новым счастьем! 2. Поцелуй на морозе — Владимир Тоболицкий
- 2002 — Время любить — Алдис
- 2002 — Дронго — Дронго (озвучивал Александр Клюквин)
- 2003 — Удар Лотоса 3: Загадка Сфинкса — Сфинкс
- 2004 — Год Лошади: Созвездие скорпиона — скрипач, страдающий от одиночества
- 2004 — Опера. Хроники убойного отдела — Кондаков
- 2004 — Торгаши — Виктор Гущин
- 2004 — Любовь слепа — Викентий Корецкий
- 2005 — За всё тебя благодарю — Вадим Андреевич
- 2005 — Любовь и золото — отец Анны
- 2005 — Примадонна — Марк Король
- 2005 — Зеркальные войны: Отражение первое — Кедров
- 2005 — Студенты — Бруно Янович, ректор
- 2006 — Капитанские дети — Февраль
- 2006 — Коллекция — Шувалов
- 2006 — Городской романс — Павел Соболь
- 2007 — Бальзаковский возраст, или Все мужики сво… — Витас
- 2007 — Бес в ребро, или Великолепная четвёрка — Игорь
- 2007 — Расплата за грехи — Павел Соболь
- 2008 — Королева льда — Михаил
- 2009 — Золотой автомобиль — полковник
- 2010 — Вера, Надежда, Любовь — Ивар Петрович
- 2011 — Вкус граната — Долженко
- 2011 — Тайны дворцовых переворотов — Бурхард Христофор фон Миних
- 2011 — Равновесие — предводитель светлых сил
- 2011 — Забытый — первый секретарь обкома партии
- 2011 — Золотые небеса — Алекс
- 2012 — Развод — камео
- 2012 — Тайны дворцовых переворотов. Россия, век XVIII — Бурхард Христофор фон Миних
- 2013 — Бальзаковский возраст, или Все мужики сво… 5 лет спустя — Витас
- 2013 — Тётушки — Валерий Павлович
- 2013 — Дед 005 — Ивар
- 2016 — Гастролёры — мэр Райгалы
- 2018 — Короткие волны — Он
- 2018 — Презумпция невиновности — Василий Леонидович Колодин, олигарх
- 2018 — Анатомия убийства 2 — Юрий Оттович Янсон
- 2019 — Чисто московские убийства 2 — Ян Ларин, композитор, сосед Власовой по загородному дому

### В клипах
- Стрелки — Ты бросил меня (1999)
- Стрелки — Бумеранг (2000)
- Павел Зибров — Посвящение жене (2003)

## Признание
- Международная премия «Балтийская звезда» (2016)[6].

## Документальные фильмы
- «Ивар Калныньш. „Роман с акцентом“» («Первый канал», 2013)[7][8]
- «Ивар Калныньш. „Разбитое сердце“» («ТВ Центр», 2018)[9]